# Alexie al III-lea Angelos
Alexios al III-lea Angelos (în greacă: Αλέξιος Γ' Άγγελος), (n. 1153 – d. 1211, İznik, Imperiul de la Niceea) a fost un împărat bizantin între martie 1195 și 18 iulie 1203. L-a succedat pe Isaac al II-lea Angelos.
Îndată ce vestea detronării lui Isaac al II-lea Angelos a ajuns până la capitală, demnitarii s-au grăbit să-și exprime devotamentul față de noul basileu, în absența acestuia, și au plecat să se închine înaintea soției lui Alexios al III-lea, Euphrosyne. În timpul revoluțiilor de palat, Bizanțul văzuse multe, dar ca fratele să-l orbească pe frate-așa ceva nu se mai întâmplase de câteva secole. De aceea, în ochii unei considerabile părți a societății, Alexios al III-lea s-a acoperit de rușine chiar de la începutul domniei sale. Cu timpul, această părere s-a confirmat, întrucât împăratul s-a dovedit a fi un om slab, lipsit de principii și nerușinat. Jurămintele încălcate, execuțiile secrete, extorcările fățișe erau, pentru el, în firea lucrurilor. Încununarea faptelor de acest gen ale basileului a fost raidul pirateresc al unei escadre de război din flota romee, pe care el a trimis-o să jefuiască o bogată caravană comercială, care se îndrepta spre Amisos (oraș pe ruinele căruia azi s-a ridicat orașul Samsun în Turcia). Navarhii lui Angelos au dovedit exces de zel și au jefuit toate corăbiile pe care le au întâlnit, inclusiv pe cele ale negustorilor sultanului de Iconion (azi Konya). Drept urmare a izbucnit un război între selgiucizi și Imperiu. Nu rămâneau în urma monarhului nici cei din anturajul lui Lagos, șeful închisorii, le dădea drumul, noaptea la vânătoare celor mai îndrăzneți hoți, iar aceștia, întorcându-se dimineața, își împărțeau prada cu el. Lagos îi băga la închisoare pe cetățenii avuți și extorca bani de la ei. În cele din urmă, atunci când acesta a încercat să efectueze o asemenea operație cu unul dintre cei mai bogați meșteșugari, orășenii s-au răsculat și l-au lapidat pe eparhul capitalei. Soțul uneia dintre surorile împărătesei, megaducele Mihail Stryphnos, poreclit pântecosul, împreună cu Stiriones, drungarul flotei comercializa deschis bunuri din arsenalele departamentului marinei militare. Totul se vindea: ancore, pânze, odgoane, cuie, vâsle. La momentul expediției cruciaților împotriva Constantinopolului (1204), în porturile capitalei nu s-a găsit nici o corabie militară mare în stare să iasă în larg.
Dacă e să-i dăm crezare lui Niketas Choniates, Alexios III era cu desăvârșire lipsit de talente în treburile guvernării. Orice hârtie și oricine i-ar fi adus-o împăratului, acesta o semna îndată, chiar dacă acolo era o înșiruire de cuvinte fără noimă. Împăratul împărțea funcțiile de răspundere rudelor sale și celor ale soției, depravata și inteligenta Eufrosina Ducas. Vânzarea de titluri se înfăptuia pe o scară și mai largă decât înainte, până și cele mai înalte erau cumpărate cu bani de sciți și de sirieni. Impozitele nebunești sufocau industria și comerțul, iar locuitorii regiunilor rurale ale Asiei Mici treceau în masă sub stăpânirea sultanului de Iconion, preferând puterea Islamului morții de foame. 

## Politica externă
Situația politică externă a Imperiului era nu mai puțin deplorabilă. Fiul lui Barbarossa, Henric VI de Hohenstaufen, împăratul Germaniei și regele Siciliei, a cerut printr-un ultimatum să le fie redate normanzilor pământurile de la Dyrrachion până la Thessalonic, amenințând cu războiul. Romeii l-au îmbunat pe cumplitul dușman, promițându-i tribut, însă în visteria pustiită de familia Angelos nu erau bani de ajuns pentru plata acestuia. Încercarea lui Alexios III de a introduce un impozit extraordinar, allemanikon, a provocat dezordini în capitală și a trebuit să se renunțe la această idee. Resursele au fost dobândite prin jefuirea mormintelor împărătești. De altfel, aurul adunat n-a apucat să părăsească Bizanțul, căci, în toamna anului 1197, Henric IV a murit. În locul lui au apărut alți șantajiști: dogele Republicii Veneția, Enrico Dandolo, și Lotario Conti, conte de Segni, cunoscut mai bine sub numele papei Innocentius III. Amândoi exercitau o prresiune permanentă asupra Basileului, amenințând să-i ofere ajutor lui Isaac II și familiei acestuia. Între timp, Muhi-ad-Din, emir de Ancyra, devasta, neîmpiedicat de nimeni, Paphlagonia. Un pericol enorm îl reprezenta și Bulgaria, unde domnea, din 1196, Kaloian, un țar energic și de o cruzime monstruoasă. Jurând să se răzbune pentru faptele lui Vasile II, el le-a dat bizantinilor lovituri puternice în anii 1199-1201, justificându-și porecla Ucigași de romei. Cucerind, în martie 1201, Varna, Kaloian a poruncit ca prizonierii greci să fie îngropați de vii. Speriat de acțiunile acestuia, Alexios Angelos a încheiat cu el o pace grea pentru imperiu.

## Cruciada a patra
Vestea morții sultanului Saladin a născut în Europa noi vise de recucerire, a deschis apetit de cruciadă unor noi nobili, aflați în căutarea norocului, și însuși succesorului lui Frederic I Barabarossa, împăratul Henric al VI-lea. Fiul învățase din experiența tatălui. El știa că orice expediție cruciată, purtând în ea sâmburele universalismului occidental, sau dorința de a întemeia state în Orientul Mijlociu, avea să se lovească de opoziția bazileului bizantin, cum se întâmplase de mai multe ori. De aceea, pentru Henric al VI-lea o descindere în Palestina implica neaparat cucerirea Constantinopolului, la porțile căruia cruciații nu odată fuseseră opriți și nevoiți să negocieze, cu greu, trecerea armatelor mai departe, acceptând riscul ca în spatele lor bazileul să trateze cu dușmanul.
În dieta de la Bari, din 31 mai 1195, ideea de cruciadă a fost adoptată de exaltații feudali, gata oricând de ducă, apoi cu asentimentul unanim au fost aleși conducătorii în persoana cancelarului Conrad și a contelui Adolf de Holstein, un membru al casei imperiale. Împăratul, nu tocmai tânăr, suferind, considera mai înțeleot să rămână acasă și să amâne cucerirea Constantinopolului, fapt ce a determinat schimbarea planului expediției.
Pentru a-i evita pe greci, cruciatii au plecat pe mare, iar la 22 septembrie 1197 debarcau în portul Acra. Nu era propriu-zis o cruciadă, nici nu fusese proclamată ca atare de către papă, era doar o armată germanăpornită într-un obișnuit război feudal, nepregătită să susțină o campanie de durată mai lungă pe pământ străin, de aceea Malik-Al-Adil, fratele și succesorul, până la urmă al lui Saladin a reușit să-i reziste mai multe luni în fața cetății Toron, timpul tocmai necesar până când moartea împăratului Henric al VI-lea i-a rechemat pe germani acasă (februarie 1198). Ei plecau fără să fi putut măcar interveni ca să salveze Jaffa de la cucerirea ei de către Malik Al Adil (septembrie 1197).
Stăpânirile francilor în Palestina se micșorau, astfel încât, cu încă un port-cetate, pierzându-se, totodată, și teritoriile ce țineau de el. Cum Henric de Champagne încetase din viață tocmai în aceste împrejurări grele, baronii speriați, temându-se ca timpurile lui Saladin să nu reînvie, ca să-și sporească forțele, au ales ca rege al Ierusalimului (respectiv al Acrei) pe Amaury de Lusignan, regele Ciprului (Amaury al II-lea), știută fiind importanța strategică a insulei, resursele ei materiale și în oameni. Rezultatul s-a văzut imediat. În octombrie 1197, în timp ce germanii atacau pe Ayubizi, francezii recucereau Beirutul, o compensație deocamdată suficientă pentru pierderea Jaffei, până aveau să le vină ajutoare din Europa, unde, chiar în același an, Foulque de Neuilly își reluase în Franța, cu știrea papei, propaganda de cruciadă, promițând, pentru a da exemplu, să pună la dispoziția participanților decima încasată în satul său. Nu era mare lucru, era însă un început.

### Organizarea cruciadei
În scaunul pontifical se afla Inocențiu al III-lea, om politic de mare anvergură, ambițios, autoritar și capabil. Adept al cezaropapismului gregorian, el voia să-și depășească înaintașii, adăugând la suzeranitatea spirituală a șefului bisericii creștine catolice și o suzeranitate temporală, politică, ce avea, în parte, să-i reușească. Dar pentru ca universalismul spiritual să devină o realitate, Inocențiu al III-lea a militat, mai presus de toate, pentru o unificare a bisericii de Apus cu cea de Răsărit, pentru o recunoaștere a drepturilor sale și în Orient, lucru ce se dovedea a fi deloc ușor, mai ales după înfrângerile succesive ale cruciaților și după înclinarea lor vădită de a ajunge la un compromis cu musulmanii.
Sfârșitul criciadei a III-a îl dezamăgise. Trebuiau căutate noi resurse pentru o expediție sfântă mai eficace, în plus, se impunea luate măsuri în stare să redeștepte sentimentul religios, căzut în amorțeală, și unitatea de acțiune a creștinilor. Plecarea feudalilor germani ca să caute aventura în țara sfântă îl nemulțumise. Inocențiu al III-lea a solicitat patriarhului din Ierusalim întocmirea unui memoriu exact asupra situației din Răsărit. Datele primite părând favorabile declanșării unei noi ofensive spre țara sfântă, Papa a trimis în Franța, unde Foulque de Neuilly propovăduia de doi ani războiul împotriva necredincioșilor, pe cardinalul Petro din Capua, care, în fața unor seniori de seamă, adunați la castelul Ecry sur Aisne cu ocazia unui turnir, a proclamat cruciada.
Deși cronicarul Villehardouin, martor al evenimentelor, ne încredințează că: inimile oamenilor erau profund mișcate, nu se poate să nu constatăm deosebirea dintre modul în care a fost anunțată cruciada a II-punctul culminant al expediției sfinte- și proclamarea cruciadei a IV-a. În timp ce prima se făcea într-un cadru spectaculos, dinainte pregătit, și provocat, în bună parte, de adeziunea poporului, prezenți fiind regele, regina, alături de împuternicitul papal, nobili, doamne și o mulțime atât de mare încât Bazilica din Vézelay nu i-a putut cuprinde pe toți, iar Bernard de Clairvaux a fost nevoit să li se adreseze din pragul biserici pentru a se face văzut și înțeles, la Ecry a fost o biată adunare a unor nobili veniți la o serbare, cu soțiile și slujbașii lor, prilej de care s-a folosit legatul papal pentru a se achita de misiunea sa, capela castelului dovedindu-se, în acest scop, suficient de încăpătoare. Din fericire, sau cum se exprima cronicarul din mila lui Dumnezeu s-a întâmplat ..., ca printre cei dornici să se remarce într-o cruciadă, să se afle Thibaud baron de Champagne și Brie, Ludovic, baron de Blois și Chartres, amândoi nepoții regelui Franței. Simplă întîmplare, speculată de Petro din Capua, căci înrolarea acestor bărbați vestiți în rândurile cruciaților-spune mai departe cronicarul-a adus o mare slavă <evenimentului> pe pămât … Cât despre participarea vreunui cap încoronat, nici vorbă. Filip al II-lea August fusese într-o cruciadă și îi era de ajuns, iar vecinul său Ioan Fără de Țară nici nu intra în discuție, regatul aflându-se pradă unor mari tulburări pricinuite de guvernarea sa. Rămânea de văzut ce atitudine trebuia adoptată față de împăratul Germaniei.
Papa și-a dat seama că în actuala conjunctură, când interesul pentru expediții îndepărtate scăzuse, lucrurile nu trebuiau forțate. Se cerea, mai întâi, renașterea zelului religios, întreținut de ideea mântuirii și a salvării commune, credință ce acum, la începutul secolului XIII, era combătută strașnic de ereziile tot mai numeroase. De aceea, Inocențiu al III-lea socotea că bisericii îi revenea datoria să ofere primul exemplu de dăruire și renunțare pentru o cauză comună. Inițiativa lui Foulque de Neuilly ca biserica să participle la cruciadă cu o contribuție bănească i se părea binevenită, ca mijloc de întărire a credinței, de imbold spre o acțiune unitară, condusă de biserică. De aceea, proclamația de cruciadă a fost însoțită de cererea adresată tuturor bisericilor de a ceda, pentru acoperirea cheltuielilor de război, a 14-a parte a veniturilor lor. Motivația dată de papă suna ca un rechizitoriu adus belșugului și nepăsării în care înalții prelați trăiau, semănând neîncrederea laicilor în politica bisericii. Voi cei ce propovăduiți mirenilor despre necesitatea de a se jertfi pentru Sfântul Mormânt, ce jertfiți voi înșivă pentru aceasta? Mirenii doar vă acuză că voi risipiți bunurile lui Christos în societatea saltimbacilor și cheltuiți mai mulți bani ca să vă întrețineți câinii de vânătoare și șoimii. Vă ordon, în numele Dumnezeului atotputernic, în virtutea Sfântului Duh și prin amenințarea condamnării aspre la Judecata de Apoi, să plătiți împreună cu toți clericii voștrii taxa ce vi s-a fixat. Tonul aspru de poruncă, din încheiere, reklevă din plin ezitarea clericilor față de ceea ce altădată însemnase élan purificator.
Prosperitatea economică a Europei apusene, după un secol de renaștere, progresul feudalizării bisericii făceau ca prelații să trăiască aidoma seniorilor laici, nesocotind deseori autoritatea de la Roma. Dacă clericii numai sub amenințarea pedepsei veșnice puteau fi puși să acșioneze în conformitate cu voința papală, cum puteau laicii să fie mobilizați? Inocențiu al III-lea, la fel ca și Eugen al III-lea, a recurs la indulgențe. Cine participa la cruciadă timp de un an era ietat de toate păcatele săvârșite, după ce se spovedea, indiferent de gravitatea lor. Oare nu-și dădea seama Inocențiu al III-lea că în felul acesta recrutează o armată de răufăcători, chiar tâlhari de drumul mare, elemente declasate, în sfârșit o adevărată adunătură, fără alt crez decât de a scăpa de urmărirea și pedeapsă și de a se pricopsi, indifferent unde, prin mijlocul familiar lor: jaful? Fără îndoială că da. Dar aceasta era o măsură în extremis, dictată de imposibilitatea de a mai strange armate însumând zeci de mii de oameni, determinați de motive obiective să-și părăsească gospodăriile, dornici să se realizeze în altă parte. 
La chemarea de cruciadă făcută metodic în tot Apusul Europei au răspuns, la început, doar cavalerii francezi. În 1199, ei s-au întrunit la Soisons pentru a stabili planul expediției, dar atunci și au dat seama de numărul lor mult prea mic ca să întreprindă ceva. Au mai așteptat câteva luni, după care, în anul 1200, au ținut sfat la Compiegne. Între timp, numărul cruciaților crescuse sufficient pentru a forma o armată, lor alăturându-li-se micii baroni cu slujitorii lor și, ca totdeauna, pelerinii, oameni fără nici un căpătâi. Orașele italiene, interesate mai departe în obținerea de privilegii comerciale în Orient, au promis să participle și ele. În ce fel, însă, deocamdată nu se pronunțau. În ce privește țărănimea, puțini au fost cei care s-au încumetat să-și lase căminul și familia. Această componență, aproape exclusiv nobiliară și orășenească, a dat cruciadei a patra un caracter pregnant politic, cel religios estompându-se de început, în ciuda eforturilor papei de a-l menține.
Nobilii, întruniți la Compiegne, au adoptat un prim plan de acțiune. Mai întâi trebuia desemnat un conducător. Cum participanții la sfat erau toți francezi, alegerea s-a oprit asupra lui Thibaud de Champagne, cel mai mare senior dintre cei prezenți, om de vază, dispunând de resurse bănești, puse la dispoziție de bogata sa provincie. Apoi, baronii au hotărât să trimită la Veneția o solie, formată din șase nobili, pentru a afla exact în ce condiții orășenii erau dispuși să contribuie la reușita expediției, drumul fiind ales de cruciați, și de data aceasta, pe mare. Cât ce privește etapele războiului, după multe dezbateri, majoritatea a decis să fie atacat mai întâi Egiptul. Nu era o abatere de la ideea de cruciadă. Experiența militară de până atunci dovedise că Ierusalimul nu putea fi cucerit până ce centrul unității lumii musulmane, Egiptul, baza teritorială și forța militară a sultanului ayubid, stăpânul deopotrivă și al Ierusalimului, nu era cucerit.

### Implicarea Veneției la cruciadă
Cei șase ambasadori francezi, mergând călare, făcând popasuri lungi, ajungeau, în sfârșit, la Veneția în anul 1201. Solia era condusă de seniorul Geoffroy de Villehardouin, nobil provenit dintr-o familie din Champagne, omul de încredere al lui Thibaud, și autorul însuși al istoriei celei de a patra cruciade, o narațiune conținând, de fapt, memoriile purtătorului de cuvânt al cruciaților francezi. Într-una din zilele lunii februarie, la începutul postului Paștelui, solii se prezentau la palatul Senioriei. Ei erau primiți cu multă bunăvoință și manifestări de prețuire de către dogele Enrico Dandolo.
Este posibil ca data întrevederii să fi fost înainte gândită de Villehardouin, de aceea, probabil, nu se zorise pe drum. Începutul postului Paștelui era un moment potrivit ca să se vorbească de suferințele lui Christos, de datoria creștinilor de a se pocăi și a-i răscumpăra sângele. Dacă Villehardouin a gândit așa atunci, era , fără îndoială, un bun psiholog și om politic. Cert este că dogele a fost obligat să-i laude pe seniorii de dincolo de Alpi pentru bunele lor intenții și, deși nu intenționase până atunci să plece în cruciadă, să se sfătuiască îndelung cu consiliul său pentru a găsi o soluție ca să iasă cât mai onorabil din situația încurcată în care se tezise pe neașteptate. În cele din urmă, hotărârea la care s-au oprit a fost să încheie cu cruciații o convenție. Venețienii se angajau să asigure transportul pe vase, dincolo de mare, a 4500 de cai și 33500 de oameni, obligându-se totodată să le furnizeze hrana timp de nouă luni, evident și după debarcarea pe coasta Egiptului, nu numai cât dura călătoria. Pentru aceste servicii, determinante de altfel privind mersul cruciadei, francezii trebuiau să plătească 4 mărci de argint pentru fiecare cal și 2 mărci de argint de persoană, în total suma importantă de 85 000 mărci de argint. Târg în toată regula, neavând nimic comun cu credința.
Ca totdeauna, la orășenii negustori simțul practic învingea. Dar pentru ca aparențele să fie salvate, dogele în cadrul unei slujbe solemne, în catedrala San Marco, anunța poporului venețian, în prezența solilor francezi, intenția sa și a celor 46 de membri ai consiliului de a contribui la cruciadă. Villehardouin, la rândul său, lua cuvântul și cu emoție în glas, se adresa bogaților negustori, aflați în biserică. Seniori, baroni din Franța, cei mai mari și mai puternici, ne-au trimis la voi să vă rugăm să vă fie milă de Ierusalim, care se afla în sclavia turcilor;..., v-au ales pe voi, căci ei știu că nimeni nu este atât de puternic pe mare ca voi și oamenii voștri; ei ne-au cerut să vă cădem la picioare și să nu ne ridicăm, până ce nu ne veți asigura că aveți milă de țara sfântă de dincolo de mare. Aceste cuvinte fiind rostite, cei 6 soli, toți deodată, au căzut în genunchi. Gest spontan, scenă regizată dinainte? Greu de spus; oricum ea era înduioșătoare, în stare să înmoaie inimile până la lacrimi. Cei prezenți, cuprinși de milă, nici ei nu știau de ce, au început să lângă li întinzând brațele strigau: Suntem cu voi! Suntem cu voi!. Tumultul creștea, în ecoul bisericii și lui Villehardouin i se părea că se scufundă pământul. Cu un gest dogele a pus capăt zarvei, s-a urcat în amvon și a proclamat cruciada. De data aceasta nu a mai plâns nimeni. Cuvintele înghețaseră pe buzele credincioșilor, care, ca treziți dintr-un vis, se întrebau în sinea lor ce vor face. Dogele, împreună cu francezii, s-a întors la palat, a întocmit cartele privizoare la înțelegerea dintre Veneția și cruciați, apoi, la rândul lui, a îngenunchiat jurând în fața solilor să le respecte cu sfințenie. 
În port au început pregătiri febrile, lunile treceau, dar cruciații nu s-au strâns în număr suficient de mare pentru a acoperi întreaga sumă promisă Senioriei. Din nou s-au purtat discuții cu Enrico Dandolo și o nouă convenție s-a încheiat. Dogele a propus cruciaților ca, în contul banilor neachitați, să cucerească cetatea Zara de pe coasta Adriaticii, cetate nu demult răpită Veneției de către regele Ungariei. Oare Enrico Dandolo își dăduse seama de la început de adevăratele forțe ale cruciaților, mizase el pe imposibilitatea ca ei să plătească cei 85000 de mărci pentru ca, apoi, să-i folosesască drept mercenari în slujba Senioriei? Documentele nu ne permit să dăm un răspuns, dar nu este exclus ca dogele, abil diplomat, să fi vrut cu un foc să doboare două ținte, iar în ceea ce-i privește pe cruciați, evenimentele ulterioare vor dovedi că pentru ei hotărâtor era elementul politic de moment, nu problemele religioase cu perspectivele îndepărtate ce le implicau. De aceea, ei au acceptat noul târg cu venețienii, care, se pare, uitaseră, cu totul, de episodul din biserica San Marco.

### Asediul cetății Zara
Francezii, convinși că fac un lucru util, au pornit spre cetatea creștină Zara, fără să țină seama că erau cruciați și nu puteau ridica sabia împotriva creștinilor, mai ales când aceștia nu manifestau nici un fel de intenție războinică, fără să se teamă că papa Inocențiu al III-lea amenința cu excomunicarea întreaga oaste. Puțini au fost aceia care, văzând întorsătura lucrurilor, au părăsit cruciada. Ceilalți, în frunte cu Bonifaciu de Montferat, devenit șef militar al expediției, după moartea neașteptată a lui Thibaud de Champagne, petrecută în vara anului 1201, în luna noiembrie a anului 1202, începeau asediul nefericitei cetăți Zara, mult prea lipsită de apărare ca să poată opună vreo rezistență. Aceasta a fost prima abatere de la ideea de cruciadă. Cuprinși de beția de a se bate, cruciații au refuzat tratativele pe care conducerea orașului, în van, încerca să le poarte cu ei. Nu au cedat nici când asediații au cerut ca diferendul să fie înaintat spre judecată papei. Disperați, încercând printr-un ultim gest să se salveze, locuitorii din Zara au înălțat pe zidurile orașului crucifixul, dar, spre stupoarea papei, cruciații și-au bătut joc de acest însemn, au forțat porțile și, fără vreun motiv decât simpla sete de sânge, au început măcelul pe străzi. Se înțelege că orașul a capitulat fără condiții, dogele putând să-l reia în stăpânire fără nici o dificultate.
Papa de supărare amuțise.El contase pe o participare a regelui Ungariei la cruciadă, de la care smulsese o promisiune în acest sens, dar acum totul era zădărnicit. Pe vinovați dacă-i pedepsea, însemna să renunțe la cruciadă, ceea ce pentru Inocențiu al III-lea ar fi fost un eșec greu de suportat, de aceea înaltul pontif a lăsat desfășurarea evenimentelor pe seama conducătorilor laici, trecând sub o tăcere amară cele petrecute. O cruciadă care neglija dispozițiile papale era peste puterea lui de înțelegere. Ca să nu fie complet ignorat, el menținea, mai departe, printre cruciați pe cardinalul Petro din Capua, chipurile ca șef spiritual al expediției. Faptul nu supăra pe nimeni, ba se pare că cruciații s-au înțeles destul de bine cu legatul papal. 
Întorși la Veneția, o nouă slujbă în biserica San Marco închinată eliberării locurilor sfinte avea să zgudie simțurilor. Enrico Dandolo, însuși, om în vârstă, aproape orb, cu corpul vlăguit, dar cu mintea încă ageră, considera să-și încheie cariera politică printr-un act care să-l aureoleze după moarte. De aceea, în duminica destinată ceremoniei pomenite mai sus, el a urcat la amvon și s-a adresat cruciaților, atrași de eveniment în număr mare în biserică: Sunt un bătrân slăbit de vârstă și aș avea nevoie de odihnă..., dar dacă voi doriți să-mi pun semnul crucii, spre a vă însoți și a vă conduce, iar fiul meu să-mi țină locul, în țară, voi merge cu voi să trăiesc sau să mor ca pelerin. Spectacolul unui bătrân fără vedere plecând pe drumul primejdiilor, lipsindu-se de un adăpost sigur, cald, în care să-și petreacă ultimele zile, a stors din nou lacrimicelor prezenți. În aclamațiile lor dogele a înaintat în fața altarului, a îngenunchiat și în timp ce cardinalul îl făcea cruciat a izbucnit în plâns. A fost un moment înălțător, un număr mare de cruciați italieniau răsărit ca din pământ, dornici să imite exemplul bătrânului senior. Enrico Dandolo, devenit conducătorul lor, plin de importanța ce și o dădea, a cerut ca semnul crucii din pânza albă, emblema fiecărui cruciat, să nu-i fie cusut pe pieptul hainei, sau pe umăr, ca la ceilalți, ci pe pălărie, în frunte, pentru ca astfel persoana sa să fie recunoscută de toți, de departe. Trufia lui nu se potrivea cu angajamentul de a se face pelerin, dar în înflăcărarea ce se născuse, aceasta nu conta. Entuziasmul, însă, ca orice izbucnire de moment, avea să fie de scurtă durată, cruciații abătându-se, încă o dată, de la idealul lor și lăsându-se atrași într-un scandal politic și un război care i-a făcut să uite pentru ce au plecat de acasă.

### Problema bizantină
Îndepărtarea de la planul inițial de cruciadă a fost provocat de sosirea la Verona, tocmai când cruciații erau gata de îmbarcare, a lui Alexis, viitorul împărat Alexios a IV-lea Angelos care era și fiul fostului lider din Bizanț, Isaac al II-lea Angelos, detronat, orbit și închis de propriul său frate, din dorința, lipsită de scrupule, de a-lua locul. . Era vorba de obișnuitele certuri pentru tron din Imperiul bizantin ce provocau instabilitate politică și uimeau pe nobilii apuseni, obișnuiți cu o succesiune erditară, regulată. Mutilarea membrilor familiei regale, a feudalilor sau chiar a țăranilor li se părea ceva oribil, de neînțeles, neconform cu dreptul feudal, o măsură abuzivă, de aceea, cruciații aflați la Verona l-au primit cu simpatie pe tânărul Alexios. Fiul nefericitului Isaac al II-lea, în căutarea de ajutoare pentru înscăunarea tatălui, făcuse întâi un popas în Germania la împăratul Filip de Suabia, căsătorit cu sora lui Alexis și deci ruda sa apropiată. Cumnatul i-a promis tot sprijinul cu condiția să fie susținut și de italieni. Astfel ajunsese Alexis la Verona. Locuitorii cetății l-au îndemnat să se ducă la Veneția, vestita republică dispunând de mai multe mijloace, iar aici dogele l-a sfătuit să se adreseze cruciaților, gata de plecare.
Bonifaciu de Montferat, aflând întreaga istorie, a acceptat o nouă amânare a expediției, pentru a se sfătui cu cei interesați și a vedea ce este mai bine de făcut. Cruciații nu uitau că împărații de la Constantinopol nu odată le creaseră dificultăți, însuși Isaac al II-lea Angelos se făcuse vinovat de duplicitate în politică, căci era știut că înțelegerea încheiată de el cu sultanul ținuse armata cruciată mai multă vreme la porțile Constantinopolului și doar amenințat cu asediul acceptase să o traverseze în Asia Mică. Neînțelegeri între bizantini și franci izbucniseră în mai multe ocazii. Grecii îi considerau pe latini barbar, latinii îi acuzau de trădare. La ce proporții putea să ajungă ura reciprocă se vede din episodul din anul 1182, când în cadrul unor răfuieli, bizantinii au masacrat pur și simplu un număr mare de latini, stabiliți la Constantinopol. Se spune în cronici că până și bolnavii au fost sugrumați în paturile lor de suferință, iar mai multe mii de femei și copii au fost vânduți ca sclavi musulmanilor. Toate acestea explică de ce conducătorului cruciadei, dezordinile din Bizanț i s-au părut un bun pretext pentru a se amesteca și a pune pe tron un om de încredere, obligat să-i susțină campania mai departe, în plus întreaga poveste promitea să atragă și pe împăratul Germaniei la cruciadă. Enrico Dandolo, cu diplomația-i binecunoscută, a încurajat pornirea lui Bonifaciu de Montferat. El avea în vedere interesele economice ale Veneției în Bizanț, posibilitatea de a-și spori privilegiile comerciale ca urmare a contribuției militare în vase de război și oameni, ce și-o aducea la campania de reînscăunare a lui Isaac al II-lea. Nici de data aceasta papa Inocențiu al III-lea nu a fost consultat, cruciații considerând că este vorba de o problemă politică, nu spirituală, și oricum părerea papei nu-i interesa.
Au fost trimiși soli, atât la Alexios, cât și la împăratul Filip de Suabia, cu însărcinarea de a trata condițiile în care cruciații aveau să intervină în certurile pentru tronul bizantin, ca să-l susțină pe Isaac. După două săptămâni, în palatul dogelui din Veneția, se întruneau baronii pentru a afla răspunsul. În numele tatălui său, Alexios se angaja, ca de îndată ce uzurpatorul avea să fie înlăturat, Imperiul roman de Răsărit să recunoască autoritatea Romei, iar cele două biserici să redevină una singură; cruciaților să li se dea, ca despăgubire pentru osteneala lor, 200 000 de mărci de argint, plus hrana necesară întregii armata, pentru a-și reface forțele și a continua campania în Egipt, campanie la care Alexios îl angaja pe tatăl său să participe cu 10 000 de oameni, timp de un an; iar până va muri să întrețină pe cheltuiala lui 500 de călăreți în pământul de dincolo de mare. Filip de Suabia, prin solii săi, gira convenția.
Dezbaterile care au urmat în jurul propunerilor făcute de Alexis au fost lungi și furtunoase. Mai Multe glasuri s-au ridicat împotriva unui război îndreptat contra unui popor creștin, a jumătății imperiului creștin de fapt, lor alăturându-li-se energic reprezentanții papei. Atunci unul din solii germani s-a ridicat și a argumentat cu convingere: Să știți că dacă vreodată pământul de dincolo de mare va fi restituit (creștinilor), redobândirea lui se va face prin Babylon (Cairo) sau Grecia și dacă nu acceptăm aceste condiții ne vom dezonora pentru vecie. Argumente, contraargumente, toate strigate de-a valma, nu au putut impune un punct de vedere unitar. Marchizul Bonifaciu de Montferat, conții Balduin de Flandra, Ludovic de Blois, Hugues de Saint-Pol, în tumultul general, cu greu se puteau face auziți. Spiritul discordiei se dezlănțuise și nu mai putea fi potolit. Ca să se pună capăt situației, după două zile de discuții înverșunate, s-a hotărât ca jurământul de respectare a tratatului să fie depus de 12 persoane. Tot ele au și semnat. Cu mare greutate cruciații s-au lăsat convinși să nu părăsească expediția, astfel că, după îndelungi tergiversări, în luna iunie, anul 1203, flota cruciată a ridicat pânzele îndreptându-se spre insula Corfu, unde armatele urmau să se regrupeze pentru a străbate, apoi, ultima fâșie de drum până la Constantinopol. Era o flotă cum puține se mai văzuseră până atunci. Câteva sute de vase mari și mici, împodobite cu steagurile multicolore ale cruciaților, încărcate cu cai, oameni și mașini de război, au pornit în larg unduindu-se pe coama apelor.

### Începe cruciada
În fața porților Constantinopolului a avut loc schimbul de mesaje obișnuit și declarația de război pronunțată răspicat de contele Conon de Bethune. A urmat apoi o demonstrație de forță din partea cruciaților, însoțită de agitația cuvenită de intimidare a dușmanului. Într-o galeră au urcat dogele Veneției și Bonifaciu de Montferrat, având între ei pe Alexios. Urmată de numeroase alte vase, galera a plutit de-a lungul zidurilor orașului în timp ce un crainic striga pentru a se face auzit dincolo de metereze: Iată seniorul vostru natural, ...cel căruia îi dați ascultare vă stăpânește prin păcat și silnicie, împotriva voinței lui Dumnezeu și a rațiunii, căci, așa cum știți, el s-a ridicat împotriva fratelui și seniorului său, i-a scos ochii și i-a răpit imperiul, păcătuind greu. Iată-l aici pe stăpânul adevărat, dacă țineți la el, veți proceda cum se cuvine, dacă nu, noi vă vom face tot răul de care suntem în stare. 
A doua zi a început lupta. Armata împărțită în șapte corpuri a cucerit întâi Galata și a intrat cu forța în portul Constantinopolului. A urmat asediul. Trei corpuri de oaste, conduse de Bonifaciu de Montferat, Mathieu de Montmorency și Balduin de Flandra, au atacat dinspre uscat, în timp ce Enrico Dandolo conducea asaltul pe mare. Loviturile bombardelor, tirul arbaletelor, strigătul lăncierilor, ale luptătorilor, care cu sabia în mână propteau scările de zid se aruncau asupra grecilor, făceau un tumult de nedescris; pământul și marea păreau că se scufundă. Galera purtând stindardul sfântului Marco a fost trasă la țărm. Din ea a sărit Enrico Dandolo gata de luptă. Alte zeci de corăbii venețiene, văzându-și conducătorul în primejdie, i-au venit în ajutor. În toiul încăierării cineva a strigat arătând spre un turn. Deasupra lui fâlfâia liniștit stindardul sfântului Marco. Nimeni nu văzuse cine și când îl înfipsese acolo. Momentul însă a fost decisiv. Grecii derutați au luat-o la fugă, porțile au fost deschise și orașul cucerit. O ultimă rezistență a împăratului în dreptul porților Blacherne a fost și ea înfrântă. Cu francezii mereu pe urmele lui, uzurpatorul nu a mai avut decât timpul necesar să ia din tezaur o parte din bijuterii și, însoțit de câțiva oameni, să fugă din cetate. 
Isaac al II-lea a fost reînscăunat cu toată pompa, dar când i s-a pus în față tratatul încheiat de fiul său cu cruciații a refuzat cu încăpățânare să-l recunoască. El nu semnase nimic, nu promisese nimic, prin urmare nu respecta nimic, mai mult, îi invita pe cruciați să părăsească cât mai repede orașul. Enrico Dandolo și Bonifaciu de Montferrat se priveau consternați. Ei știau că Isaac al II-lea este un om fără cuvânt, dar la atâta rea-credință nu se așteptară. Furioși, ei s-au hotărât să atace a doua oară Constantinopolul, de data aceasta împotriva protejatului lor de ieri, convinși fiind dinainte de victorie, deoarece grecii erau epuizați după primul asediu, căruia îi rezistaseră aproape o săptămână. 
Așa se face că în anul 1204, în luna aprilie, cruciații ajungeau stăpâni pe impunătoarea capitală a lumii creștine de Răsărit și, conform dreptului învingătorului, o treceau prin foc și sabie mai multe zile, bucurându-se de prăzile făcute. 
Vestea de cele petrecute la Constantinopol a ajuns până la Inocențiu al III-lea. Omul politic, care era papa, nu putea să nu vadă că o atare purtare nu era deloc în favoarea unității lumii creștine și încă sub egida Apusului. De aceea, papa mânios scria lui Bonifaciu de Montferat învinuindu-l de felul cum cruciada deviase de la planul ei inițial: Neavând nici un drept, nici putere asupra Greciei, v-ați abătut, imprudent și în mod nechibzuit, de la planul vostru, îndreptându-vă privirea spre Constantinopol, în loc de Ierusalim...Dar vinovăția voastră se agravează prin faptul că nu ați cruțat absolut nimic și pe nimeni.
Supărarea papei, însă, nu-i atingea pe cruciați. Ei jucaseră o carte, iar acum venise vremea să tragă la sorți un imperiu, căci așa au găsit cu cale să se folosească de cucerirea făcută. Ca urmare, Imperiul bizantin a fost împărțit în mai multe stăpâniri, principalii beneficiari fiind conducătorii așa-zisei cruciade. Astfel s-au format: Imperiul Latin de Răsărit cu capitala la Constantinopol, pe teritoriul fostei provincii Tracia, regatul Salonicului, ducatul Atenei, principatul Ahaei și o serie de seniorii ca de pildă Negropont. Titlul de împărat îl primea Balduin de Flandra, în timp ce cel de rege revenea familiei de Montferrat, deoarece Bonifaciu se stingea din viață în 1207 lăsând urmașilor săi privilegiul de a se lupta pentru putere. Geoffroy de Villehardouin, la fel ca mulți alți nobili în slujba lui Bonifaciu de Montferrat, și-a croit un principat, tot restul vieții petrecându-l pe domeniile sale sau la Constantinopol. Dogele Veneției revenea în patrie, Orientul nu-l atrăsese, în schimb, înainte de a se despărți de cruciați obținea pentru republica sa noi și largi avantaje comerciale: o parte din orașul Constantinopol, unde să-și întemeieze noi cartiere, dreptul de stăpânire asupra insulelor Ionice, Ciclade, Sporade, sud vestul Peloponezului, Galipoli, câteva regiuni din Albania, iar ceva mai târziu, insula Creta. Alte trei state, Niceea, Epirul și Trapezuntul erau păstrate de bizantini, primul dintre ele constituind nucleul de unde va începe, spre sf. Secolului, recucerirea bizantină. 

## Lașitatea împăraților bizantini
Cât despre fiul împăratului bizantin, acesta, la 18 iulie 1203, abandonând orașul împresurat de cruciați, Alexios III Angelos a fugit la Adrianopol, însoțit doar de fiica sa preferată, luând cu sine zece chintale de aur. Cel mai laș dintre oameni! Nu l-a oprit gingașul sentiment părintesc față de copii; nu l-a reținut iubirea față de soția sa, nu l-a înduioșat soarta marelui oraș și nu i-a trecut prin minte nimic asemănător, însă, de teamă, din lașitate, el a schimbat binele tuturor orașelor, ținuturilor și al întregului popor pe salvarea propriei sale persoane, ba și aceea îndoielnică (Choniates). În august 1203, Bonifaciu l-a împins pe fostul împărat la Mosynopolis. Peste doi ani, marchizul l-a capturat pe Alexios, care nu mai contenea încercările de a-și redobândi tronul, și l-a întemnițat la Montferat. Eliberat de acolo, după câțiva ani, neobositul Angelos a căutat sprijin oriunde a fost posibil: la Leon Sguros, în Epir, Thesalia, apoi a plecat la Iconion, la curtea sultanului Kay Khusraw I, căruia îi făcuse cândva servicii importante. Sultanul n-a dat uitării binefacerile și a pornit în fruntea unei armate puternice spre Niceea, la care atenta, de această dată, ex-suveranul. În lupta cu forțele neînsemnate (comparativ cu cele turcești) ale împăratului de la Niceea, Theodor I Lascaris, sultanul și-a pierdut viața, iar Alexios III a căzut prizonier. Laskaris a poruncit ca acesta să fie tuns călugăr și să fie ținut până la moarte într-o mânăstire din Asia Mică.